# Борискино (Матвієвський район)
Бори́скино (рос. Борискино) — село у складі Матвієвського району Оренбурзької області, Росія.

## Населення
Населення — 289 осіб (2010; 417 у 2002).
Національний склад (станом на 2002 рік):
- мордва — 76 %